# Barbulifer mexicanus
Barbulifer mexicanus is een  straalvinnige vissensoort uit de familie van grondels (Gobiidae). De wetenschappelijke naam van de soort is voor het eerst geldig gepubliceerd in 1985 door Hoese & Larson.
De soort staat op de Rode Lijst van de IUCN als Onzeker, beoordelingsjaar 2007.